# Список ринків відеоігор за країною
Станом на 2021 рік продажі відеоігор у всьому світі становили 180,3 мільярда доларів США щорічно згідно зі звітом про світовий ринок ігор Newzoo. У 2021 році дохід від мобільних ігор сягнув 93,2 мільярда доларів, глобальний ринок консольних ігор оцінювався приблизно в 50,4 мільярда доларів, а ринок ігор для ПК — приблизно в 36,7 мільярда доларів. Нижче наведений список ринків відеоігор за країною станом на 2022 рік.

## Список
| №  | Країна          | Ринок       | Гравці     |
| -- | --------------- | ----------- | ---------- |
| 1  | КНР             | $50.18 млрд | 742.19 млн |
| 2  | США             | $47.62 млрд | 197.16 млн |
| 3  | Японія          | $22.01 млрд | 78.1 млн   |
| 4  | Південна Корея  | $8.48 млрд  | 33.8 млн   |
| 5  | Німеччина       | $6.84 млрд  | 49.76 млн  |
| 6  | Велика Британія | $5.73 млрд  | 39.1 млн   |
| 7  | Франція         | $4.27 млрд  | 39.34 млн  |
| 8  | Канада          | $3.64 млрд  | 21.91 млн  |
| 9  | Італія          | $3.12 млрд  | 37.64 млн  |
| 10 | Бразилія        | $2.69 млрд  | 100.74 млн |